# Guenther Steiner
Guenther Steiner (Merano, Bolzano, 7 de abril de 1965) es un gerente italo-estadounidense de automovilismo. Fue director de los equipos Jaguar Racing y Red Bull Racing de Fórmula 1 en los años 2000, y del equipo estadounidense Haas F1 Team desde el 2016 hasta 2024.

## Carrera

### Rally
Nacido en Merano, Guenther comenzó la carrera de ingeniería, pero no la finalizó, y se mudó a Bélgica después de su servicio militar. Allí ingresó en 1986 como mecánico en el equipo Mazda del Campeonato Mundial de Rally.
Desde 1989 hasta 1990, Steiner trabajó como asistente del gerente de equipo para Top Run Srl. Actuó como jefe de reconocimiento y más tarde como gerente técnico en el Jolly Club de 1991 a 1996.
En 1997, dirigió el equipo Allstar Rally de Prodrive, ganando el Campeonato Europeo de Rally con Krzysztof Holowczyc, y en 1998 pasó a M-Sport como gerente de proyectos. Fue ascendido a director de ingeniería dos años más tarde, donde trabajó en Ford World Rally Team junto a los pilotos Colin McRae y Carlos Sainz.

### Jaguar Racing
Steiner llegó a Fórmula 1 a finales de 2001, de la mano del director de equipo Niki Lauda, que lo colocó como director ejecutivo de Jaguar. Asumió el rol el 3 de diciembre.
Steiner reorganizó el equipo y redujo los costos durante su mandato. Sin embargo, Jaguar tuvo un bajo rendimiento en la temporada 2002, con su piloto principal, Eddie Irvine, logrando solo 8 puntos en el campeonato, mientras que su compañero de la Rosa no sumó en ninguna competencia.
Luego de este campeonato, Ford, propietaria del equipo, despidió a más de 70 empleados, entre ellos Steiner, quien fue remplazado por David Pitchforth.
Aunque la nueva administración de Jaguar le ofreció a Steiner otro rol en el equipo, finalmente lo rechazó, pero siguió en la nómina del equipo durante 2003, hasta que fue anunciado director técnico de Opel en DTM en noviembre.

### Red Bull Racing
Después de que Red Bull compró Jaguar Racing en noviembre de 2004, Steiner fue invitado a unirse al nuevo Red Bull Racing. Se anunció su rol de director de operaciones técnicas en enero de 2005.
Un año después, Steiner pasó a encabezar el proyecto del Red Bull Racing Team, equipo de la propia Red Bull para la serie NASCAR. Se mudó a Mooresville, Carolina del Norte, y duró un año en el cargo.

### Haas F1 Team
Steiner permaneció en Mooresville después de dejar Red Bull, donde fundó la empresa de fabricación Fibreworks Composites en enero de 2009.
Unos años más tarde, junto a Gene Haas, propietario de Stewart-Haas Racing, iniciaron las negociaciones para crear un equipo de Fórmula 1 desde cero. Steiner se encargó de contratar al personal principal y crear asociaciones con Dallara y Scuderia Ferrari. El 14 de abril de 2014, se anunció oficialmente al italiano como director del nuevo equipo Haas F1 Team.
Con su entrada en la temporada 2016, Haas se convirtió en el primer constructor estadounidense en competir en F1 en 30 años. Haas completó la temporada con un octavo lugar en la clasificación de constructores de 2016, con 29 puntos logrados por Romain Grosjean. Para la temporada 2017, llegó al equipo el danés Kevin Magnussen, que compartió dupla con Grosjean hasta la temporada 2020. En el campeonato de constructores de 2018, Haas anotó casi 100 puntos para alcanzar el quinto puesto.
El 10 de enero de 2024, Guenther Steiner dejó Haas F1 Team y su puesto como director del equipo.

### Comentarista
Un mes después de dejar Haas, Steiner se unió al canal alemán RTL para ser comentarista especialista de Fórmula 1.